# Amazing Stories

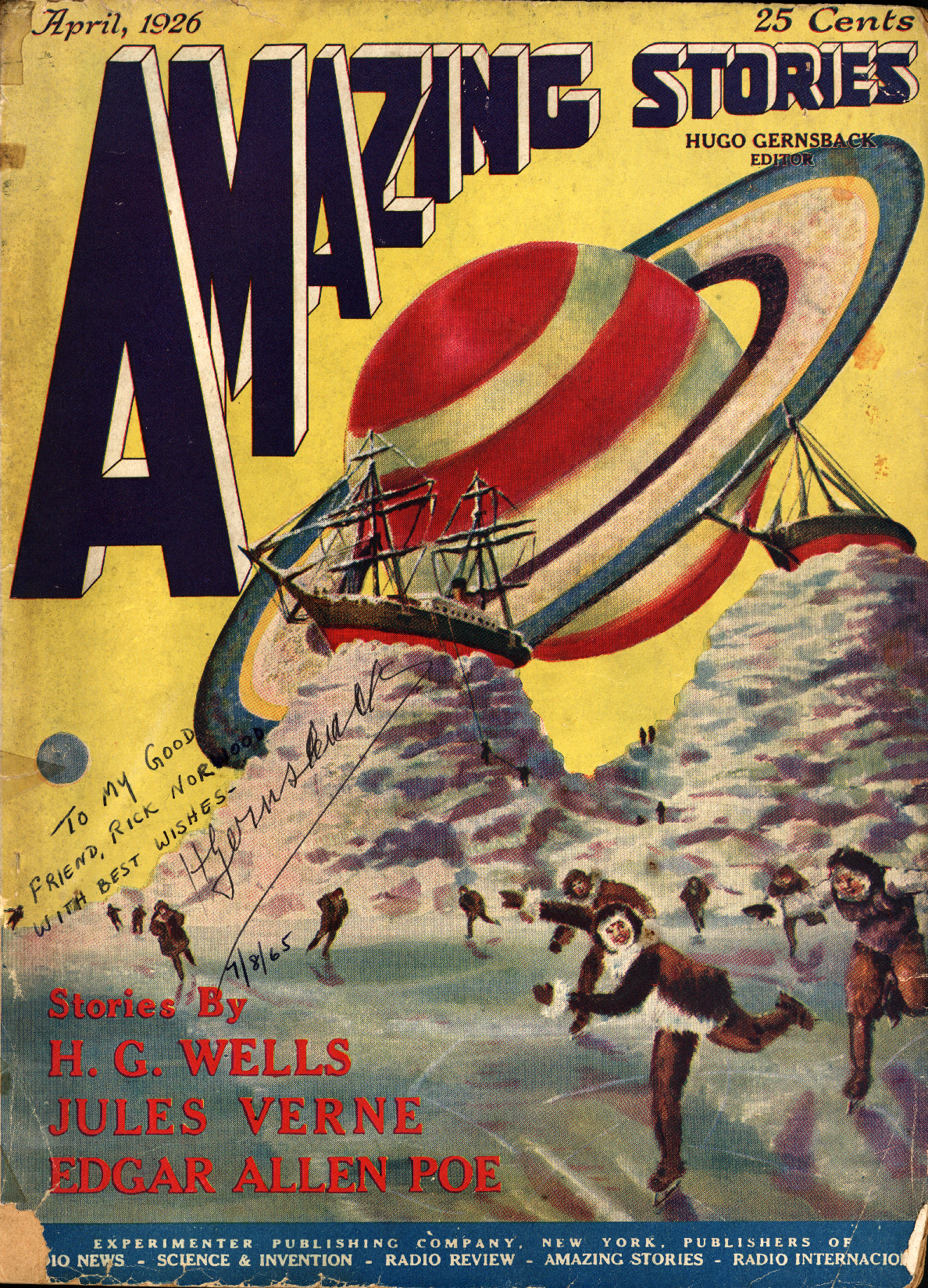
Primo numero di Amazing Stories, copertina di Frank R. Paul. Questa copia fu autografata da Hugo Gernsback nel 1965.

Amazing Stories è stata una rivista di fantascienza statunitense ideata nel 1926 da Hugo Gernsback e pubblicata fino al 2005. È stata la prima rivista in lingua inglese dedicata e rivolta unicamente alla fantascienza, tanto che la data di nascita del genere stesso viene convenzionalmente fatta coincidere con l'uscita del primo numero (10 marzo 1926). Infatti, nonostante sia possibile trovare precedenti opere di fantascienza sia a livello letterario, sia all'interno di altre riviste pulp, con essa è stato dato un confine e una definizione precisa al nuovo genere letterario.
Gernsback credeva che la fantascienza potesse istruire i lettori e il suo intento iniziale fu di mescolare educazione e intrattenimento. Il suo pubblico comunque mostrò presto di preferire le avventure implausibili; il movimento di allontanamento dall'idealismo di Gernsback accelerò quando la rivista cambiò proprietà, alla fine degli anni trenta. Nonostante ciò, Gernsback ebbe un enorme impatto sul genere fantascientifico: la creazione di una rivista specializzata generò un'intera industria editoriale dedicata alla fantascienza. La colonna dei lettori su Amazing permise agli appassionati di entrare in contatto tra di loro e consentì la creazione del fandom fantascientifico che a sua volta ebbe una forte influenza sullo sviluppo del genere. Tra gli autori pubblicati per la prima volta su Amazing vi sono Isaac Asimov, Howard Fast, Ursula K. Le Guin, Roger Zelazny e Thomas M. Disch.
Oltre che la prima, è stata anche la più longeva rivista di fantascienza; è stata infatti pubblicata con saltuarie interruzioni per quasi ottant'anni, nonostante la sua vita editoriale sia stata piuttosto travagliata.

## Origini

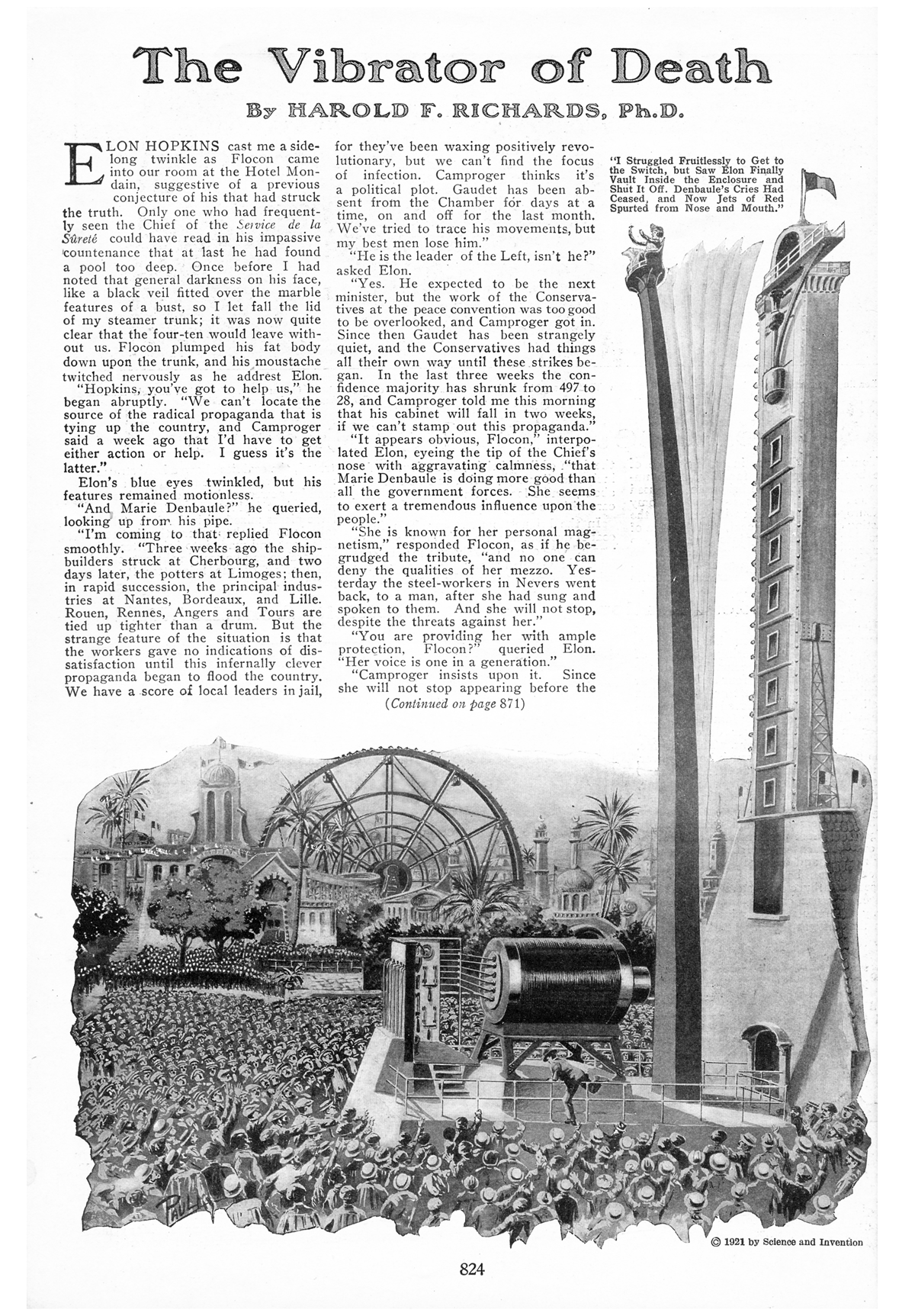
Una storia di "narrativa scientifica" illustrata da Frank R. Paul in un numero del 1922 di Science and Invention

Intorno alla fine dell'Ottocento iniziarono a comparire regolarmente sulle riviste di narrativa popolare storie incentrate su invenzioni scientifiche e storie ambientate nel futuro. Il mercato per queste storie brevi si prestava a racconti d'invenzione nella tradizione di Jules Verne. Riviste come Munsey's Magazine e The Argosy, edite per la prima volta rispettivamente nel 1889 e 1896, pubblicavano qualche racconto di fantascienza ogni anno. Alcune riviste patinate come McClure's, che pagavano bene ed erano indirizzate a un pubblico più letterario, pubblicavano anch'esse narrativa a sfondo scientifico, tuttavia nei primi anni del Novecento la fantascienza — sebbene non avesse ancora ricevuto questo nome — veniva pubblicata ben di più sulle riviste pulp che su quelle patinate.
Nel 1908 Hugo Gernsback pubblicò il primo numero di Modern Electrics, una rivista indirizzata agli hobbisti scientifici. Fu un successo immediato e Gernsback iniziò a includere articoli sull'uso immaginativo della scienza, come Wireless on Saturn (dicembre 1908). Nell'aprile 1911 Gernsback iniziò a pubblicare a puntate il suo romanzo fantascientifico Ralph 124C 41+, ma nel 1913 vendette la sua parte della rivista al suo socio e lanciò una nuova rivista, Electrical Experimenter, che ben presto iniziò a pubblicare fantascienza. Nel 1920 Gernsback cambiò il nome della rivista in Science and Invention e nel corso dei primi anni venti pubblicò molta fantascienza, insieme ad articoli scientifici.

Nel 1921 Gernsback iniziò a pubblicare un'altra rivista, Practical Electrics. Nel 1924 ne mutò il nome in The Experimenter, e inviò una lettera a 25.000 persone per valutare l'interesse del pubblico verso una ipotetica rivista dedicata alla fantascienza. Secondo le sue parole, «la risposta fu tale che l'idea venne abbandonata per due anni.» Nel 1926 decise di procedere comunque e cessò le pubblicazioni di The Experimenter per fare spazio nel suo calendario di pubblicazione ad una nuova rivista. Il curatore editoriale di The Experimenter, T. O'Conor Sloane, divenne il curatore di Amazing Stories. Il primo numero apparve il 10 marzo 1926, con una data di copertina di aprile 1926.

## Storia editoriale
La rivista venne pubblicata con saltuarie interruzioni per quasi ottant'anni, nonostante la sua vita editoriale sia stata piuttosto travagliata. Il primo numero fu pubblicato il 5 aprile 1926 da Hugo Gernsback il quale già nel 1929 dovette cedere il controllo della rivista, a causa di una bancarotta. Acquistata nel 1938 dalla Ziff-Davis, come curatore editoriale fu ingaggiato Raymond A. Palmer, che risollevò le vendite della rivista, nonostante le critiche: nella seconda metà degli anni quaranta iniziò a pubblicare le storie della serie "Shaver Mystery", incentrate su un clamoroso mito legato a un'antica civiltà sotterranea; le storie venivano presentate come fatti reali e portarono a un aumento drastico della circolazione della rivista, ma anche a coprirla di ridicolo. Palmer venne rimpiazzato nel 1949 da Howard Browne, che per un breve periodo pianificò di alzare il livello della pubblicazione, senza riuscirci; Amazing passò comunque ad un formato digest nel 1953, dopo la fine dell'era delle riviste pulp. Seguì un breve periodo con Paul W. Fairman alla guida, quindi dalla fine 1958 con Cele Goldsmith la quale fu capace di infondere nuova vita nella rivista, tanto che il suo periodo viene considerato uno dei più creativi di Amazing. Non riuscì comunque ad arrestare il declino delle vendite e la rivista venne ceduta alla Universal Publishing Company di Sol Cohen nel 1965.
Nel periodo di Cohen Amazing fu riempita quasi completamente con ristampe di storie. Cohen si trovò in conflitto con l'appena costituita Science Fiction Writers of America dato non pagava agli autori i diritti per le ristampe. Tale conflitto costò alla rivista, alla fine degli anni sessanta, due curatori editoriali di seguito, Harry Harrison e Barry N. Malzberg. Ted White, succeduto a Malzberg, eliminò le ristampe e ridiede alla rivista un nome rispettato: durante la sua gestione Amazing venne candidata per tre volte al Premio Hugo. Nel 1983 divenne proprietà della TSR, che nei vent'anni successivi tentò ad intermittenza di creare un'incarnazione moderna della rivista, quindi nel 1997 della Wizards of the Coast. Un ultimo tentativo di ridarle vita venne fatto dalla Paizo Publishing alla fine del 2004, ma la pubblicazione venne sospesa con il numero di marzo 2005 (distribuito solo in formato digitale). Nel marzo 2006 la casa editrice comunicò l'intenzione di cessarne definitivamente la pubblicazione.

### Primi anni
|      | Gen  | Feb  | Mar  | Apr  | Mag  | Giu   | Lug  | Ago   | Set  | Ott   | Nov   | Dic   |
| ---- | ---- | ---- | ---- | ---- | ---- | ----- | ---- | ----- | ---- | ----- | ----- | ----- |
| 1926 |      |      |      | 1/1  | 1/2  | 1/3   | 1/4  | 1/5   | 1/6  | 1/7   | 1/8   | 1/9   |
| 1927 | 1/10 | 1/11 | 1/12 | 2/1  | 2/2  | 2/3   | 2/4  | 2/5/  | 2/6  | 2/7   | 2/8   | 2/9   |
| 1928 | 2/10 | 2/11 | 2/12 | 3/1  | 3/2  | 3/3   | 3/4  | 3/5/  | 3/6  | 3/7   | 3/8   | 3/9   |
| 1929 | 3/10 | 3/11 | 3/12 | 4/1  | 4/2  | 4/3   | 4/4  | 4/5/  | 4/6  | 4/7   | 4/8   | 4/9   |
| 1930 | 4/10 | 4/11 | 4/12 | 5/1  | 5/2  | 5/3   | 5/4  | 5/5/  | 5/6  | 5/7   | 5/8   | 5/9   |
| 1931 | 5/10 | 5/11 | 5/12 | 6/1  | 6/2  | 6/3   | 6/4  | 6/5/  | 6/6  | 6/7   | 6/8   | 6/9   |
| 1932 | 6/10 | 6/11 | 6/12 | 7/1  | 7/2  | 7/3   | 7/4  | 7/5/  | 7/6  | 7/7   | 7/8   | 7/9   |
| 1933 | 7/10 | 7/11 | 7/12 | 8/1  | 8/2  | 8/3   | 8/4  | 8/5   | 8/5  | 8/6   | 8/7   | 8/8   |
| 1934 | 8/9  | 8/10 | 8/11 | 8/12 | 9/1  | 9/2   | 9/3  | 9/4   | 9/5  | 9/6   | 9/7   | 9/8   |
| 1935 | 9/9  | 9/10 | 9/11 | 10/1 | 10/2 | 10/3  | 10/4 | 10/5  |      | 10/6  |       | 10/7  |
| 1936 |      | 10/8 |      | 10/9 |      | 10/10 |      | 10/11 |      | 10/12 |       | 10/13 |
| 1937 |      | 11/1 |      | 11/2 |      | 11/3  |      | 11/4  |      | 11/5  |       | 11/6  |
| 1938 |      | 12/1 |      | 12/2 |      | 12/3  |      | 12/4  |      | 12/5  | 12/6  | 12/7  |
| 1939 | 13/1 | 13/2 | 13/3 | 13/4 | 13/5 | 13/6  | 13/7 | 13/8  | 13/9 | 13/10 | 13/11 | 13/12 |

Il lavoro editoriale venne svolto in gran parte da Sloane, ma Gernsback aveva l'ultima parola sul contenuto dei racconti. Due consulenti, Conrad A. Brandt e Wilbur C. Whitehead, furono assunti per aiutarlo a trovare racconti da ristampare. Frank R. Paul, che aveva lavorato con Gernsback già dal 1914 producendo molte illustrazioni per i racconti in The Electrical Experimenter, divenne l'artista delle copertine. Amazing venne pubblicato nel grande formato bedsheet (8,5 × 11,75 pollici, 216 × 298 mm), la stessa dimensione delle riviste tecniche. Fu un successo immediato e presto raggiunse la rispettabile tiratura di 100.000 copie. Gernsback vide che c'era un pubblico entusiasta per quella che chiamava scientifiction (il termine "science fiction" venne coniato solo in seguito): nel 1927 pubblicò Amazing Stories Annual, che andò esaurita, e nel gennaio 1928 lanciò una nuova rivista trimestrale, Amazing Stories Quarterly, come compagna regolare di Amazing. Venne pubblicata con una cadenza abbastanza regolare per 22 numeri.
Gernsback era lento a pagare i suoi autori e creditori: la vastità dei suoi investimenti ne limitava la liquidità. Il 20 febbraio 1929 il suo stampatore e fornitore di carta aprì una procedura di bancarotta contro di lui. Si è suggerito che Bernarr Macfadden, un altro editore di riviste, avesse manovrato per forzare la bancarotta perché Gernsback non voleva vendere le sue riviste a Macfadden, ma ciò non è stato provato. Experimenter Publishing venne dichiarata in bancarotta nel giro di pochi giorni; Amazing sopravvisse con il suo personale, ma Hugo e suo fratello Sidney erano stati estromessi come direttori. Arthur H. Lynch divenne redattore capo, sebbene Sloane continuasse ad avere il controllo effettivo dei contenuti della rivista. Il gestore della bancarotta, Irving Trust, vendette ben presto la rivista a B.A. Mackinnon e nell'agosto 1931 Amazing venne acquistata dalla Teck Publications, una sussidiaria della Macfadden Publishing di Bernarr Macfadden. Le ingenti risorse finanziarie della Macfadden aiutarono a isolare Amazing dalle difficoltà finanziarie causate dalla grande depressione. Le uscite di Amazing Stories Quarterly iniziarono a diventare irregolari, ma Amazing non mancò un numero nei primi anni trenta. Divenne comunque poco profittevole pubblicarla negli anni successivi. La tiratura cadde a poco più che 25.000 copie nel 1934 e nell'ottobre 1935 divenne bimestrale.
Per il 1938, con la tiratura ridotta a sole 15.000 copie, la Teck Publications stava avendo problemi finanziari. Nel gennaio 1938 la Ziff-Davis rilevò la rivista; il numero di aprile venne assemblato da Sloane, ma pubblicato dalla Ziff-Davis. Bernard Davis, che curava il dipartimento editoriale della Ziff-Davis, tentò di assumere Roger Sherman Hoar come curatore; Hoar rifiutò il posto ma suggerì Raymond A. Palmer, un attivo fan locale di fantascienza. Palmer venne assunto quel febbraio, assumendo i doveri di curatore con il numero di giugno 1938. Ziff-Davis lanciò Fantastic Adventures, un compagno fantasy ad Amazing, nel maggio 1939, sempre con Palmer come curatore. Palmer riuscì rapidamente a migliorare la tiratura di Amazing's e nel novembre 1938 la rivista tornò nuovamente a una periodicità mensile, anche se questo non durò per tutto il periodo di Palmer: tra il 1944 e il 1946 la rivista fu bimestrale e poi trimestrale per un certo periodo, prima di tornare ad essere mensile.

### Anni quaranta
|      | Gen  | Feb  | Mar  | Apr  | Mag  | Giu  | Lug  | Ago  | Set  | Ott   | Nov   | Dic   |
| ---- | ---- | ---- | ---- | ---- | ---- | ---- | ---- | ---- | ---- | ----- | ----- | ----- |
| 1940 | 14/1 | 14/2 | 14/3 | 14/4 | 14/5 | 14/6 | 14/7 | 14/8 | 14/9 | 14/10 | 14/11 | 14/12 |
| 1941 | 15/1 | 15/2 | 15/3 | 15/4 | 15/5 | 15/6 | 15/7 | 15/8 | 15/9 | 15/10 | 15/11 | 15/12 |
| 1942 | 16/1 | 16/2 | 16/3 | 16/4 | 16/5 | 16/6 | 16/7 | 16/8 | 16/9 | 16/10 | 16/11 | 16/12 |
| 1943 | 17/1 | 17/2 | 17/3 | 17/4 | 17/5 | 17/6 | 17/7 | 17/8 | 17/9 |       | 17/10 |       |
| 1944 | 18/1 |      | 18/2 |      | 18/3 |      |      |      | 18/4 |       |       | 18/5  |
| 1945 |      |      | 19/1 |      |      | 19/2 |      |      | 19/3 |       |       | 19/4  |
| 1946 |      | 20/1 |      |      | 20/2 | 20/3 | 20/4 | 20/5 | 20/6 | 20/7  | 20/8  | 20/9  |
| 1947 | 21/1 | 21/2 | 21/3 | 21/4 | 21/5 | 21/6 | 21/7 | 21/8 | 21/9 | 21/10 | 21/11 | 21/12 |
| 1948 | 22/1 | 22/2 | 22/3 | 22/4 | 22/5 | 22/6 | 22/7 | 22/8 | 22/9 | 22/10 | 22/11 | 22/12 |
| 1949 | 23/1 | 23/2 | 23/3 | 23/4 | 23/5 | 23/6 | 23/7 | 23/8 | 23/9 | 23/10 | 23/11 | 23/12 |

Nel settembre 1943 Richard S. Shaver, un lettore di Amazing, iniziò una corrispondenza epistolare con Palmer, che ben presto gli chiese di scrivere storie per la rivista. Shaver rispose con una storia intitolata I Remember Lemuria pubblicata nel numero di marzo 1945, che venne presentata da Palmer come un misto di realtà e finzione. La storia, incentrata su civiltà preistoriche, potenziò enormemente le vendite di Amazing e Palmer pubblicò una nuova storia di Shaver in ogni numero, culminando in un numero speciale nel giugno 1941 completamente dedicato allo "Shaver Mystery", come veniva chiamato. Amazing si attirò ben presto il ridicolo per queste storie. Un articolo sarcastico di William S. Baring-Gould nel numero di settembre 1946 su Harper's spinse William Ziff a dire a Palmer di limitare il materiale di Shaver presente nella rivista; Palmer si adattò, ma i suoi interessi (e forse la sua credulità) in questo tipo di materiale era ora significativa e ben prestò iniziò a pensare di lasciare la Ziff-Davis. Nel 1947 fondò la Clark Publications, lanciando Fate l'anno successivo e nel 1949 si ritirò dalla Ziff Davis per dedicarsi a questa e altre riviste.
Howard Browne, che era in congedo dalla Ziff-Davis per scrivere narrativa, assunse l'incarico di curatore e iniziò buttando via un repertorio di 300.000 parole che Palmer aveva acquisito prima di andarsene. Browne aveva l'ambizione di alzare il livello di Amazing e le sue motivazioni vennero rafforzate dalla Street & Smith, uno degli editori più vecchi ed autorevoli, che chiuse tutte le sue riviste pulp nell'estate del 1949. I pulp stavano morendo — in gran parte a causa del successo dei tascabili — e la Street & Smith decise di concentrarsi sulle sue riviste patinate. Alcuni pulp lottarono per alcuni anni ancora, ma Browne riuscì a persuadere la Ziff and Davis che il futuro era nei patinati, convincendoli ad aumentare il budget a sua disposizione da 1 centesimo a un massimo di cinque per parola. Browne riuscì a farsi promettere nuove storie da molti autori di fama, compresi Isaac Asimov e Theodore Sturgeon. Produsse una bozza di rivista nell'aprile 1950 e pianificò di lanciare la nuova incarnazione di Amazing nell'aprile 1951, il venticinquesimo anniversario del primo numero. Comunque l'impatto economico della guerra di Corea, che scoppiò nel 1950, condusse a tagli finanziari. I piani vennero cancellati e la Ziff-Davis non riprese mai più l'idea.

### Anni cinquanta
|      | Gen  | Feb  | Mar  | Apr  | Mag  | Giu  | Lug  | Ago  | Set  | Ott   | Nov   | Dic   |
| ---- | ---- | ---- | ---- | ---- | ---- | ---- | ---- | ---- | ---- | ----- | ----- | ----- |
| 1950 | 24/1 | 24/2 | 24/3 | 24/4 | 24/5 | 24/6 | 24/7 | 24/8 | 24/9 | 24/10 | 24/11 | 24/12 |
| 1951 | 25/1 | 25/2 | 25/3 | 25/4 | 25/5 | 25/6 | 25/7 | 25/8 | 25/9 | 25/10 | 25/11 | 25/12 |
| 1952 | 26/1 | 26/2 | 26/3 | 26/4 | 26/5 | 26/6 | 26/7 | 26/8 | 26/9 | 26/10 | 26/11 | 26/12 |
| 1953 | 27/1 | 27/2 | 27/3 | 27/4 | 27/4 | 27/5 | 27/5 | 27/6 | 27/6 | 27/7  | 27/7  | 27/8  |
| 1954 | 27/8 |      | 28/1 |      | 28/2 |      | 28/3 |      | 28/4 |       | 28/5  |       |
| 1955 | 29/1 |      | 29/2 |      | 29/3 |      | 29/4 |      | 29/5 |       | 29/6  | 29/7  |
| 1956 | 30/1 | 30/2 | 30/3 | 30/4 | 30/5 | 30/6 | 30/7 | 30/8 | 30/9 | 30/10 | 30/11 | 30/12 |
| 1957 | 31/1 | 31/2 | 31/3 | 31/4 | 31/5 | 31/6 | 31/7 | 31/8 | 31/9 | 31/10 | 31/11 | 31/12 |
| 1958 | 32/1 | 32/2 | 32/3 | 32/4 | 32/5 | 32/6 | 32/7 | 32/8 | 32/9 | 32/10 | 32/11 | 32/12 |
| 1959 | 33/1 | 33/2 | 33/3 | 33/4 | 33/5 | 33/6 | 33/7 | 33/8 | 33/9 | 33/10 | 33/11 | 33/12 |

L'interesse di Browne in Amazing declinò a causa della sospensione del progetto di trasformarla in una rivista patinata. Anche se rimase coinvolto con Fantastic Adventures, un'altra rivista della Ziff-Davis, cedette il suo incarico di curatore di Amazing a William Hamling e Lila Shaffer. Nel dicembre 1950, quando la Ziff-Davis spostò gli uffici da Chicago a New York, Hamling rimase a Chicago e Browne rinnovò il proprio coinvolgimento nella rivista.
Nel 1952 Browne convinse la Ziff-Davis a tentare di lanciare una nuova rivista fantasy in formato digest (un formato di rivista minore di quello convenzionale, ma più grande di un tascabile, generalmente di circa 14x30 mm). Fantastic, che comparve nell'estate di quell'anno, era di tema fantasy piuttosto che di fantascienza ed ebbe un successo tale da persuadere la Ziff-Davis a spostare Amazing dal formato pulp al formato digest all'inizio del 1953 (passando al contempo a una periodicità bimestrale). Comunque le vendite calarono marcatamente e i successivi tagli al budget limitarono la qualità delle storie, sia di Amazing che di Fantastic. Fantastic iniziò a pubblicare anche fantascienza e le vendite aumentarono, ma Browne, che non era più appassionato di fantascienza come una volta, perse nuovamente interesse per le riviste.
Paul W. Fairman rimpiazzò Browne come curatore nel settembre 1956. All'inizio della gestione Fairman, Bernard Davis decise di tentare di inviare una serie di romanzi collegati intitolati Amazing Stories Science Fiction Novels. Le lettere dei lettori in Amazing indicavano un desiderio di romanzi, che Amazing non aveva spazio per ospitare. La serie di romanzi non durò; ne fu pubblicato solo uno, A 30 milioni di Km. dalla Terra (20 Million Miles to Earth) di Henry Slesar. Ad ogni modo, in risposta all'interesse dei lettori per narrativa più lunga, la Ziff-Davis espanse Amazing di 16 pagine a partire con il numero di marzo 1958 e la rivista iniziò ad ospitare romanzi completi.
Alla fine del 1958 Fairman si trasferì all'Ellery Queen's Mystery Magazine e il suo ruolo venne assunto da Cele Goldsmith. Goldsmith era stata assunta nel 1955 come segretaria e divenne vice curatore l'anno successivo, per aiutare con il lavoro aggiuntivo creatosi quando la Ziff-Davis lanciò due riviste che ebbero vita breve, Dream World e Pen Pals. La Ziff-Davis non aveva fiducia nelle capacità di Goldsmith come curatrice, così quando Fairman se ne andò assunse un consulente per affiancarla. Goldsmith comunque lavorò bene e in breve il coinvolgimento di Lobsenz divenne minimo.

### Anni sessanta
|      | Gen  | Feb   | Mar  | Apr  | Mag  | Giu  | Lug  | Ago  | Set  | Ott   | Nov   | Dic   |
| ---- | ---- | ----- | ---- | ---- | ---- | ---- | ---- | ---- | ---- | ----- | ----- | ----- |
| 1960 | 34/1 | 34/2  | 34/3 | 34/4 | 34/5 | 34/6 | 34/7 | 34/8 | 34/9 | 34/10 | 34/11 | 34/12 |
| 1961 | 35/1 | 35/2  | 35/3 | 35/4 | 35/5 | 35/6 | 35/7 | 35/8 | 35/9 | 35/10 | 35/11 | 35/12 |
| 1962 | 36/1 | 36/2  | 36/3 | 36/4 | 36/5 | 36/6 | 36/7 | 36/8 | 36/9 | 36/10 | 36/11 | 36/12 |
| 1963 | 37/1 | 37/2  | 37/3 | 37/4 | 37/5 | 37/6 | 37/7 | 37/8 | 37/9 | 37/10 | 37/11 | 37/12 |
| 1964 | 38/1 | 38/2  | 38/3 | 38/4 | 38/5 | 38/6 | 38/7 | 38/8 | 38/9 | 38/10 | 38/11 | 38/12 |
| 1965 | 39/1 | 39/2  | 39/3 | 39/4 | 39/5 | 39/6 |      | 40/1 |      | 40/2  |       | 40/3  |
| 1966 |      | 40/4  |      | 40/5 |      | 40/6 |      | 40/7 |      | 40/8  |       | 40/9  |
| 1967 |      | 40/10 |      | 41/1 |      | 41/2 |      | 41/3 |      | 41/4  |       | 41/5  |
| 1968 |      | 41/6  |      | 42/1 |      |      | 42/2 |      | 42/3 |       | 42/4  |       |
| 1969 | 42/5 |       | 42/6 |      | 43/1 |      | 43/2 |      | 43/3 |       | 43/4  |       |

Goldsmith è ben considerata tra gli storici della fantascienza per le sue innovazioni e per l'impatto che ebbe sul principio della carriera su molti scrittori come Ursula K. Le Guin e Roger Zelazny, ma durante la sua gestione le vendite ristagnarono. Nel 1964 la tiratura di Fantastic era ridotta a 27.000 copie e quella di Amazing era di poco migliore. Il marzo seguente entrambe le riviste furono vendute alla Ultimate Publishing Company, gestita da Sol Cohen e Arthur Bernhard. A Goldsmith venne data la possibilità di scegliere se continuare a seguire le riviste o rimanere alla Ziff-Davis; scelse di rimanere alla casa editrice e Cohen assunse Joseph Wrzos come curatore a partire dal numero di agosto-settembre 1965. Wrzos usò il nome di "Joseph Ross" sul colophon per evitare problemi di lettura del suo nome. Entrambe le riviste divennero immediatamente bimestrali.
Cohen aveva acquistato i diritti per ristampare le storie comparse sui numeri arretrati, anche se Wrzos ottenne da lui il permesso di pubblicare una storia inedita per numero. Cohen pubblicava altre riviste di ristampe come Great Science Fiction e Science Fiction Classics, ma non pagava gli autori per le ristampe. Ciò lo portò in conflitto con la Science Fiction Writers of America (SFWA), un'organizzazione di scrittori professionisti formatasi nel 1965. Ben presto la SFWA dichiarò il boicottaggio delle riviste della Ultimate fino a che Cohen non si fosse accordato per pagare per le ristampe. Cohen accettò di pagare una tariffa fissa per tutte le storie e quindi nell'agosto 1967 una tariffa graduale in base alla lunghezza della storia. Harry Harrison aveva accettato di agire come intermediario nelle trattative con Cohen e, quando Wrzos se ne andò nel 1967, Cohen chiese a Harrison di prenderne il posto. Quest'ultimo si dichiarò disponibile, dato che SF Impulse, la rivista di cui era il curatore, aveva chiuso nel febbraio 1967. Ottenne da Cohen la promessa che la politica di pubblicare quasi solo ristampe sarebbe stata gradualmente abbandonata entro la fine dell'anno e divenne curatore a partire dal numero di settembre 1967.
Nel febbraio 1968 Harrison decise di andarsene, dato che Cohen non mostrava segni di abbandonare le ristampe. Diede le dimissioni e suggerì a Cohen Barry N. Malzberg come possibile successore. Cohen conosceva Malzberg dal suo lavoro alla Scott Meredith Literary Agency e pensò che sarebbe stato più morbido di Harrison riguardo alla politica sulle ristampe. Malzberg assunse l'incarico nell'aprile 1968, ma immediatamente entrò in conflitto proprio riguardo alle ristampe, minacciando di licenziarsi nell'ottobre dello stesso anno per un disaccordo su una copertina da lui commissionata. Cohen contattò l'allora presidente della SFWA Robert Silverberg e gli disse — mentendo — che Malzberg si era effettivamente licenziato. Silverberg raccomandò Ted White come rimpiazzo. Cohen assunse White e licenziò Malzberg; White assunse il controllo con il numero di maggio 1969.

### Anni settanta
|      | Gen  | Feb  | Mar  | Apr  | Mag  | Giu  | Lug  | Ago  | Set  | Ott  | Nov  | Dic  |
| ---- | ---- | ---- | ---- | ---- | ---- | ---- | ---- | ---- | ---- | ---- | ---- | ---- |
| 1970 | 43/4 |      | 43/6 |      | 44/1 |      | 44/2 |      | 44/3 |      | 44/4 |      |
| 1971 | 44/5 |      | 44/6 |      | 45/1 |      | 45/2 |      | 45/3 |      | 45/4 |      |
| 1972 | 45/5 |      | 45/6 |      | 46/1 |      | 46/2 |      | 46/3 |      | 46/4 |      |
| 1973 | 46/5 |      | 46/6 |      |      | 47/1 |      | 47/2 |      | 47/3 |      | 47/4 |
| 1974 |      | 47/5 |      | 47/6 |      | 48/1 |      | 48/2 |      | 48/3 |      | 48/4 |
| 1975 |      |      | 48/5 |      | 48/6 |      | 49/1 |      | 49/2 |      | 49/3 |      |
| 1976 | 49/4 |      | 49/5 |      |      | 50/1 |      |      | 50/2 |      |      | 50/3 |
| 1977 |      |      | 50/4 |      |      |      | 50/5 |      |      | 51/1 |      |      |
| 1978 | 51/2 |      |      |      | 51/3 |      |      | 51/4 |      |      | 52/1 |      |
| 1979 |      | 52/2 |      |      | 52/3 |      |      | 52/4 |      |      | 27/5 |      |

Quando White assunse l'incarico di curatore editoriale, le vendite di Amazing erano di circa 38.500 copie, di cui solo il 4% per gli abbonati (rispetto alle vendite in edicola). Era una percentuale molto bassa: per confronto Analog vendeva circa il 35% della sua tiratura agli abbonati. La moglie di Cohen inviava i numeri della rivista da casa sua e Cohen non voleva aumentare gli abbonati per non aumentare il carico di lavoro della moglie. White lavorò duramente per aumentare la tiratura, nonostante la mancanza di supporto di Cohen, ma ottenne un successo limitato. Uno dei primi cambiamenti fu di ridurre la dimensione tipografica dei caratteri di stampa per poter inserire più storie. Per finanziare la modifica aumentò il prezzo di copertina di Fantastic e Amazing a 60 centesimi, ma questo ebbe un forte impatto negativo sulla tiratura, che cadde circa del 10% tra il 1969 e il 1970.
Nel 1972 White cambiò il titolo in Amazing Science Fiction, distanziando leggermente la rivista dalle connotazioni pulp di Amazing Stories. Lo stipendio di White era basso e spesso i suoi amici leggevano i manoscritti gratuitamente, ma nonostante i suoi sforzi la tiratura continuò a scendere. Dalle circa 40.000 di quando White iniziò a lavorare alla rivista, la tiratura cadde fino a circa 23.000 nell'ottobre 1975. White era contrario a continuare con i finanziamenti limitati che Cohen forniva e rassegnò le dimissioni nel 1975. Cohen riuscì a convincere White a rimanere; questi promise di restare per un altro anno, ma in realtà mantenne il ruolo di curatore fino alla fine del 1978.
Amazing elevò il prezzo di copertina da 75 centesimi a 1 dollaro con il numero di novembre 1975. La periodicità divenne trimestrale con il numero di marzo 1976, pertanto il numero del 50º anniversario ebbe la data di copertina di giugno 1976. Nel 1977 Cohen annunciò che Amazing e Fantastic erano in perdita di 15.000 dollari, sebbene la tiratura di Amazing (di circa 26.000 copie) fosse costante da anni. Cohen cercò un nuovo editore a cui vendere le riviste, ma nel settembre dell'anno seguente vendette la sua metà della casa editrice al suo partner Arthur Bernhard. White aveva occasionalmente suggerito a Cohen che Amazing avrebbe tratto beneficio da nuovi investimenti e da una reimpostazione; ripropose gli stessi suggerimenti a Bernhard ad inizio ottobre. Secondo White, Bernhard non solo rispose negativamente, ma gli disse che non sarebbe stato pagato fino a che l'edizione successiva non fosse stata consegnata. White si licenziò e restituì tutti i manoscritti in suo possesso ai suoi autori, anche quelli che erano stati sottoposti a revisione ed erano pronti per la pubblicazione. White affermò che era stato istruito in questo senso da Bernhard, sebbene questi lo abbia negato.

### Anni ottanta e seguenti
|      | Gen        | Feb        | Mar   | Apr         | Mag         | Giu  | Lug        | Ago        | Set  | Ott        | Nov        | Dic  |
| ---- | ---------- | ---------- | ----- | ----------- | ----------- | ---- | ---------- | ---------- | ---- | ---------- | ---------- | ---- |
| 1980 |            | 27/6       |       |             | 27/7        |      |            | 27/8       |      |            | 27/9       |      |
| 1981 | 27/10      |            | 27/11 |             | 27/12       |      | 28/1       |            | 28/2 |            | 28/3       |      |
| 1982 | 28/4       |            | 28/5  |             |             | 28/6 |            |            | 28/7 |            | 28/8       |      |
| 1983 | 28/9       |            | 56/5  |             | 57/1        |      | 57/2       |            | 57/3 |            | 57/4       |      |
| 1984 | 57/5       |            | 57/6  |             | 58/1        |      | 58/2       |            | 58/3 |            | 58/4       |      |
| 1985 | 58/5       |            | 58/6  |             | 59/1        |      | 59/2       |            | 59/3 |            | 60/1       |      |
| 1986 | 60/2       |            | 60/3  |             | 61/1        |      | 61/2       |            | 61/3 |            | 61/4       |      |
| 1987 | 61/5       |            | 61/6  |             | 62/1        |      | 62/2       |            | 62/3 |            | 62/4       |      |
| 1988 | 62/5       |            | 62/6  |             | 63/1        |      | 63/2       |            | 63/3 |            | 63/4       |      |
| 1989 | 63/5       |            | 63/6  |             | 64/1        |      | 64/2       |            | 64/3 |            | 64/4       |      |
| 1990 | 64/5       |            | 64/6  |             | 65/1        |      | 65/2       |            | 65/3 |            | 65/4       |      |
| 1991 | 65/5       |            | 65/6  |             | 66/1        | 66/2 | 66/3       | 66/4       | 66/5 | 66/6       | 66/7       | 66/8 |
| 1992 | 66/9       | 66/10      | 66/11 | 67/1        | 67/2        | 67/3 | 67/4       | 67/5       | 67/6 | 67/7       | 67/8       | 67/9 |
| 1993 | 67/10      | 67/11      | 67/12 | 68/1        | 68/2        | 68/3 | 68/4       | 68/5       | 68/6 | 68/7       | 68/8       |      |
| 1994 | 68/9 (Inv) | 68/9 (Inv) |       | 69/1 (Prim) | 69/1 (Prim) |      |            |            |      | 69/2 (Aut) | 69/2 (Aut) |      |
| 1995 | 69/3 (Inv) | 69/3 (Inv) |       |             |             |      |            |            |      |            |            |      |
| 1996 |            |            |       |             |             |      |            |            |      |            |            |      |
| 1997 |            |            |       |             |             |      |            |            |      |            |            |      |
| 1998 |            |            |       |             |             |      | 70/1 (Est) | 70/1 (Est) |      | 70/2 (Aut) | 70/2 (Aut) |      |
| 1999 | 70/3 (Inv) | 70/3 (Inv) |       | 71/1 (Prim) | 71/1 (Prim) |      | 71/2 (Est) | 71/2 (Est) |      | 71/3 (Aut) | 71/3 (Aut) |      |
| 2000 | 71/4 (Inv) | 71/4 (Inv) | 71/5  | 72/1 (Prim) | 72/1 (Prim) |      | 72/2 (Est) | 72/2 (Est) |      |            |            |      |
| 2001 |            |            |       |             |             |      |            |            |      |            |            |      |
| 2002 |            |            |       |             |             |      |            |            |      |            |            |      |
| 2003 |            |            |       |             |             |      |            |            |      |            |            |      |
| 2004 |            |            |       |             |             |      |            |            | 73/1 | 73/2       | 73/3       | 73/4 |
| 2005 | 74/1       | 74/2       | 73/3  |             |             |      |            |            |      |            |            |      |

Elinor Mavor assunse il ruolo di curatore editoriale ad inizio 1979. Lavorava già per Bernhard come illustratrice e nel reparto produzione di diverse sue riviste, sebbene non per Amazing. Era anche stata curatrice di Bill of Fare, una rivista commerciale per ristoranti. Mavor aveva letto molta fantascienza ma non sapeva nulla del mondo delle riviste di fantascienza quando assunse l'incarico. Poiché dubitava che una donna sarebbe stata accettata come redattrice di una rivista di fantascienza, inizialmente usò lo pseudonimo di "Omar Gohagen", sia per Amazing che per Fantastic, abbandonandolo alla fine del 1980. La tiratura continuò a cadere e Bernhard rifiutò di considerare la richiesta di intraprendere una campagna di abbonamenti, che avrebbe potuto essere d'aiuto. Alla fine del 1980 Bernhard decise invece di fondere le due riviste. L'ultimo numero indipendente di Fantastic fu quello di ottobre 1980, successivamente le due riviste combinate tornarono a una periodicità bimestrale. Allo stesso tempo il titolo venne cambiato in Amazing Science Fiction Stories. Bernhard ridusse il salario di Mavor dopo la fusione, dato che curava una sola rivista. Nonostante questo, Elinor rimase con Amazing, ma non riuscì a impedire che la tiratura continuasse a cadere fino a sole 11.000 copie vendute nelle edicole nel 1982.
Poco dopo la fusione, Bernhard decise di ritirarsi e contattò, tra gli altri, Edward Ferman, il curatore di Fantasy and Science Fiction, e Joel Davis della Ziff-Davis, per la possibile vendita di Amazing. Jonathan Post, dell'Emerald City Publishing, convinto di avere concluso un accordo con Bernhard, iniziò a fare pubblicità per gli abbonamenti, ma le trattative fallirono. Bernhard contattò anche George H. Scithers, che declinò, ma lo mise in contatto con Gary Gygax della TSR. Il 27 maggio 1982 venne conclusa la vendita e la TSR acquisì i trademark e i copyright di Amazing Stories. Scithers venne assunto dalla TSR come curatore a partire dal numero di novembre 1982. Venne rimpiazzato da Patrick Lucien Price nel settembre 1986, e quindi da Kim Mohan nel maggio 1991. La TSR cessò la pubblicazione di Amazing con il numero dell'Inverno 1995. ma poco dopo che la TSR venne acquisita dalla Wizards of the Coast nel 1997, la rivista venne nuovamente rilanciata con Mohan come curatore editoriale. Questa versione durò per soli dieci numeri, anche se incluse all'inizio del 2000 un numero speciale per commemorare la seicentesima uscita. Il giornale commerciale della fantascienza Locus commentò in una delle prime recensioni che la distribuzione della rivista pareva debole. Amazing si dimostrò in effetti incapace di sopravvivere: l'ultimo numero di questa versione fu datato Estate 2000. La testata venne successivamente acquisita in licenza dalla Paizo Publishing, che lanciò una nuova versione mensile nel settembre 2004. Il numero di febbraio 2005 fu l'ultimo stampato; venne distribuito un numero datato marzo 2005 in formato PDF e nel marzo 2006 la Paizo annunciò che non avrebbe più pubblicato Amazing.
La Hasbro (proprietaria della Wizard of the Coast) ha lasciato scadere il marchio e nel settembre 2011 è stato acquistato da Steve Davidson che ha annunciato il progetto di pubblicarne un'edizione online. Davidson ha creato un gruppo di consiglio editoriale che comprende quattro dei precedenti curatori editoriali di Amazing Stories.

## Contenuti e accoglienza

### Il periodo di Gernsback
L'editoriale di Gernsback nel primo numero affermò che «Non solo questi racconti stupefacenti sono letture tremendamente interessanti: sono anche istruttivi.» Aveva sempre creduto che la "scientifiction" ("narrativascientifica"), come chiamava queste storie, avesse un potere educativo, ma ora comprendeva che la narrativa doveva anche intrattenere oltre che istruire. Il suo continuo credere nel valore istruttivo della fantascienza non era in sintonia con atteggiamento generale del pubblico verso le riviste pulp, che erano viste come "spazzatura".
Il primo numero di Amazing conteneva solo ristampe, iniziando con una pubblicazione a puntate de Le avventure di Ettore Servadac (o Attraverso il mondo solare) di Jules Verne. In sintonia con il nuovo approccio di Gernsback questo era uno dei racconti di Verne meno scientificamente plausibili. Erano anche inclusi Il nuovo acceleratore di H. G. Wells e La verità sul caso del Signor Valdemar di Edgar Allan Poe; Gernsback mise i nomi di tutti e tre gli autori sulla copertina. Ristampò anche tre storie più recenti, due dalla sua rivista Science and Invention: L'uomo venuto dall'atomo (The Man from the Atom) di G. Peyton Wertenbacker e La «cosa» venuta da... fuori (The Thing from—'Outside') di George Allan England. La terza fu L'uomo che salvò la Terra (The Man Who Saved the Earth) di Austin Hall, che era già comparsa in All-Story Weekly.
Nel numero di giugno 1926 Gernsback annunciò un concorso per la composizione di una storia breve basata sulla copertina disegnata dall'illustratore Frank R. Paul, con un primo premio di 250 dollari. Il concorso attrasse oltre 360 partecipanti, sette dei quali furono infine pubblicati su Amazing. Il vincitore fu Cyril G. Wates, che vendette altre tre storie a Gernsback alla fine degli anni venti. Altri due partecipanti diventarono in seguito scrittori di successo. Una fu Clare Winger Harris, la cui storia Il fato del «Poseidonia» (The Fate of the Poseidonia) si classificò al terzo posto nel concorso e venne pubblicata nel numero di giugno 1927 come "Mrs. F.C. Harris". L'altro partecipante degno di nota fu A. Hyatt Verrill, con The Voice from the Inner World, che venne pubblicata nel luglio 1927.

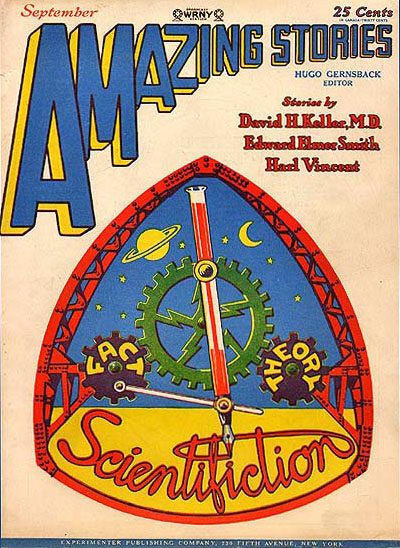
Numero di settembre 1928 (con l'espressione "Scientifiction" che poi sarebbe evoluta in "Science fiction"). Questa sobrio design vendette poco e Gernsback tornò alle chiassose copertine di azione.

Comparve ben presto una rubrica delle lettere dei lettori intitolata "Discussions", che divenne una caratteristica regolare con il numero di gennaio 1927. Molti lettori di fantascienza vivevano isolati in piccole località e non conoscevano nessuno a cui piacesse lo stesso tipo di narrativa. L'abitudine di Gernsback di pubblicare gli indirizzi completi di tutta la corrispondenza permise ai fan di corrispondere direttamente tra loro. Il fandom della fantascienza fa risalire i suoi inizi alla colonna delle lettere in Amazing e dei suoi concorrenti, e uno storico del settore, Lester del Rey, ha commentato che l'introduzione della rubrica delle lettere «può essere stato uno degli eventi più importanti in tutta la storia della fantascienza.»
Per il primo anno Amazing pubblicò principalmente ristampe. Attirare materiale nuovo di buona qualità si dimostrò difficile e la lentezza di Gernsback nel pagare i suoi autori non fu di aiuto. Scrittori come H.P. Lovecraft, H.G. Wells e Murray Leinster evitavano Amazing a causa dei tempi prolungati di pagamento di Gernsback. La lentezza nel pagare era probabilmente nota a molti degli autori di storie pulp, il che limitava ulteriormente le opere proposte. Comparvero nuovi scrittori, ma la qualità delle loro opere fu spesso scadente.
Gernsback scoprì che il pubblico che aveva attratto era meno interessato alle invenzioni scientifiche che alle avventure fantastiche. Il romanzo Il pozzo della luna (The Moon Pool) di A. Merritt, pubblicato a puntate a partire dal maggio 1927, fu uno dei primi successi; aveva poche o nessuna base scientifica, ma fu molto popolare tra i lettori di Amazing. Le copertine, tutte dipinte da Paul, erano sgargianti e giovanili, spingendo alcuni lettori a lamentarsi. Raymond Palmer, che in seguito sarebbe diventato curatore della rivista, scrisse che un amico era stato obbligato a smettere di comprare Amazing «a causa dell'opinione negativa che i suoi genitori avevano delle copertine». Gernsback sperimentò l'uso di una copertina più sobria nel settembre 1928, ma le vendite furono scarse e così le copertine chiassose continuarono. La combinazione di narrativa di scarsa qualità con copertine sgargianti portarono alcuni critici a commentare che Gernsback creò un "ghetto" per la fantascienza, sebbene sia stato anche sostenuto che la creazione di un mercato specializzato permise alla fantascienza di svilupparsi e maturare come genere.
Alla fine degli anni venti, tra gli altri scrittori regolari di Amazing ce n'erano diversi influenti e popolari all'epoca, come David H. Keller e Stanton Coblentz, e alcuni la cui popolarità durò più a lungo, principalmente Edward Elmer Smith e Jack Williamson. L'Allodola dello spazio (The Skylark of Space) scritta tra il 1915 e il 1920 da Smith fu un'opera germinale della space opera, ma non trovò un mercato disponibile quando Argosy cessò di pubblicare fantascienza. Quando Smith vide una copia dell'aprile 1927 di Amazing, la propose a Sloane, e comparve nei numeri di agosto-ottobre 1928. Fu un tale successo che Sloane chiese un seguito prima ancora che la seconda puntata venisse pubblicata. Fu inoltre nel numero di agosto 1928 che comparve Armageddon 2419, di Philip Francis Nowlan: fu la prima apparizione di Buck Rogers sulla carta stampata.

### Sloane, Palmer, Browne e Fairman
Sloane prese il pieno controllo del contenuto di Amazing quando Gernsback se ne andò nel 1929. La sua lentezza nel rispondere ai manoscritti gli aveva dato una cattiva fama e quando nel gennaio 1930 venne lanciata Astounding Stories, che offriva tariffe migliori e più rapidi tempi di risposta redazionali, alcuni degli autori di Sloane defezionarono rapidamente. Durante la gestione di Sloane vennero pubblicate poche opere di qualità, anche se la prima storia di Howard Fast fu edita nel numero di ottobre 1932 e The Lost Machine, una delle prime opere di John Wyndham, venne pubblicata nell'aprile 1932, con il vero nome di Wyndham, John Beynon Harris.

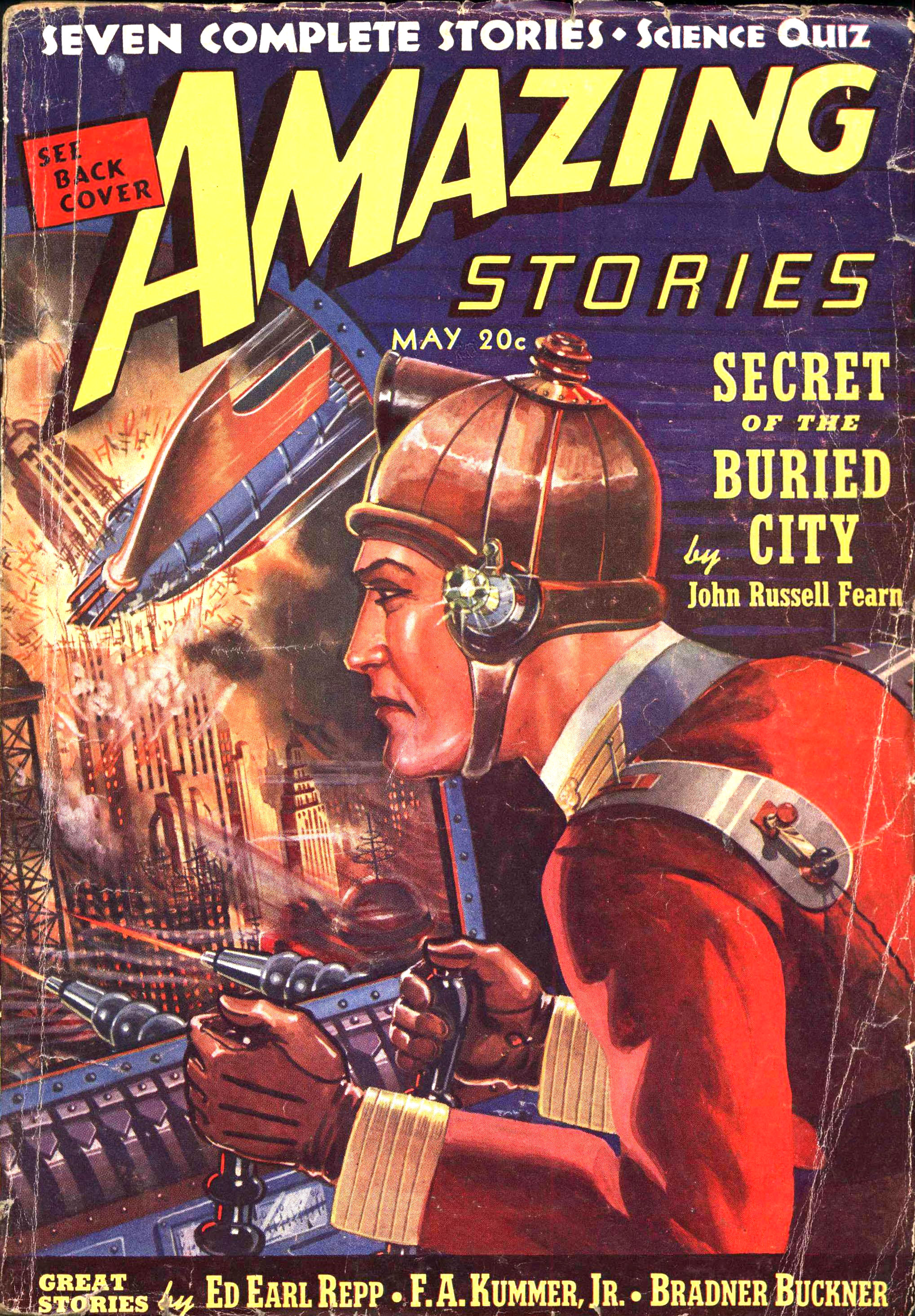
Copertina di Amazing Stories del maggio 1939

Raymond Palmer, che assunse l'incarico nel 1938, era meno interessato di Sloane alle potenzialità educative della fantascienza. Voleva che la rivista fornisse intrattenimento e non era interessato all'accuratezza scientifica. Le sue sintetiche istruzioni – «Dammi un Bang-Bang» – a un autore pulp riassumono il suo approccio. Palmer si liberò di praticamente tutto l'inventario accumulato da Sloane, acquisendo invece storie da scrittori locali di Chicago che conosceva mediante i suoi contatti con il fandom della fantascienza. Aggiunse anche colonne come l'"angolo della corrispondenza" (Correspondence Corner) e l'angolo del Collezionista" (Collectors' Corner) per attrarre i fan. Introdusse inoltre la colonna "Incontra gli autori" ("Meet the Authors"), sebbene in almeno un'occasione l'autore presentato fosse uno pseudonimo i cui dettagli biografici erano inventati. Provò a introdurre un retro copertina illustrato e ciò divenne rapidamente una caratteristica regolare. Nel 1939 Palmer acquistò il primo racconto venduto da Isaac Asimov, Naufragio al largo di Vesta (Marooned off Vesta).

La copertina di Amazing Stories, agosto 1938, contenente il romanzo L'Allodola dello spazio di E. E. Smith

Negli anni quaranta diversi scrittori diventarono contributori stabili e regolari di Amazing. Tra questi David Wright O'Brien ed William P. McGivern, che scrissero un'enorme quantità di materiale per la Ziff-Davis, la maggior parte della quale sotto pseudonimi come Alexander Blade. John Russell Fearn divenne un contributore prolifico, usando pseudonimi come "Thornton Ayre" e "Polton Cross". Palmer incoraggiò anche autori di fantascienza già noti, come gli scrittori pulp Ed Earl Repp ed Eando Binder. Questa politica non incontrò sempre l'approvazione dei lettori di Amazing i quali, nonostante una chiara preferenza per le storie di avventura e azione, non potevano sopportare le opere di alcuni dei primi scrittori di pulp come Harry Bates.

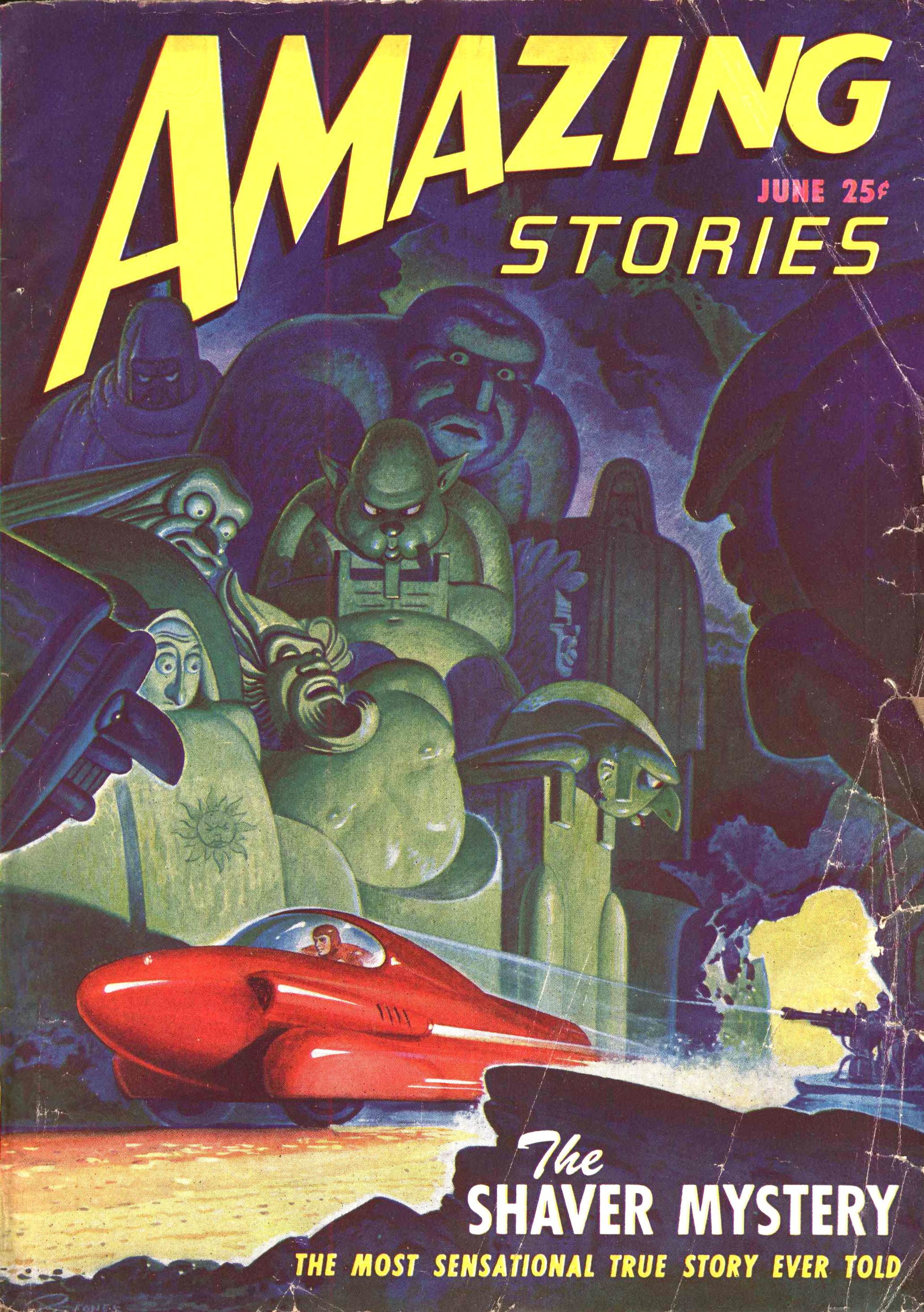
Numero di giugno 1947 di Amazing Stories, con una storia sul cosiddetto "Shaver Mystery".

Nel numero di marzo 1945 fu pubblicata la prima storia del cosiddetto Shaver Mystery, I Remember Lemuria, di Richard S. Shaver. Shaver affermava che tutti gli incidenti e i disastri del mondo fossero causati da un'antica razza di "robot nocivi" che vivevano in città sotterranee. Questa fantasiosa spiegazione dei mali del mondo giungeva verso la fine della seconda guerra mondiale e toccò le corde dei lettori di Amazing. Palmer ricevette oltre 2500 lettere invece delle solite 40 o 50, procedendo a stampare una storia di Shaver in ogni numero. Il numero di giugno 1947 fu completamente dedicato allo Shaver Mystery. A partire dal marzo 1948, su insistenza della Ziff-Davis, lo Shaver Mystery venne abbandonato come caratteristica regolare della rivista. Palmer se ne andò l'anno seguente e Browne, il suo successore, «fu determinato nell'assicurarsi che i pazzi non fossero più i direttori del manicomio», nelle parole dello storico della fantascienza Mike Ashley.
Browne acquisì del materiale di buona qualità pianificando il lancio di una nuova versione patinata di Amazing e quando il piano venne abbandonato tale materiale apparve nella versione pulp. Tra di esso vi era Operation RSVP di H. Beam Piper e Soddisfazione garantita di Isaac Asimov. Nonostante la modifica dei piani sul passaggio a un formato patinato, la comunità degli scrittori aveva ricevuto le voci di un cambiamento della linea di Amazing e Browne iniziò a ricevere materiale molto migliore di quello che Palmer era stato capace di pubblicare. Lo staff esistente di scrittori di Amazing, come Rog Phillips e Chester S. Geier, venne rimpiazzato da scrittori come Fritz Leiber, Fredric Brown e Clifford D. Simak. Browne scoprì anche diversi nuovi scrittori che avrebbero avuto successo nel settore, pubblicando le prime storie di Walter M. Miller, Mack Reynolds, John Jakes, Milton Lesser e Charles Beaumont, tutto nel giro di nove mesi tra l'ultima parte del 1950 e la prima del 1951. Browne comunque, per il disappunto provocato dalla decisione di cancellare la programmata versione patinata, ritornò in parte alla politica di Palmer di pubblicare narrativa sensazionalistica. Ad esempio nel 1952 pubblicò a puntate l'anonimo Master of the Universe, che sosteneva di raccontare la storia del futuro dal 1975 al 2575.
Con il passaggio al formato digest nel 1953, Browne tentò ancora una volta di utilizzare narrativa di alta qualità. Il primo numero, datato aprile-maggio 1953, comprendeva storie di Ray Bradbury, Robert A. Heinlein, Richard Matheson, Theodore Sturgeon e Murray Leinster. Altre storie ben considerate apparvero nel corso del 1953, tra cui Spedizione sulla Terra (Encounter in the Dawn) di Arthur C. Clarke e La polizia dello Spazio (Or Else) di Henry Kuttner. Successivamente, a causa di una riduzione del budget, Browne non fu più in grado di mantenere questo livello. Come negli anni quaranta Amazing guadagnò un gruppo stabile di scrittori che comparivano frequentemente, con la differenza che questi autori erano di qualità migliore (tra gli altri, vi erano Harlan Ellison, Robert Silverberg e Randall Garrett) e non pubblicavano solo nelle riviste della Ziff-Davis. La situazione rimase tale anche sotto la gestione di Paul Fairman dopo la partenza di Browne nel 1956.

### Cele Goldsmith
La gestione di Cele Goldsmith iniziò con l'opportunità di esibire due scrittori molto conosciuti: E. E. Smith e Isaac Asimov. The Galaxy Primes di Smith iniziò ad essere pubblicato a puntate sul numero di marzo 1959. Nel numero di marzo 1959 Goldsmith ristampò la prima storia pubblicata da Asimov, Naufragio al largo di Vesta (Marooned Off Vesta), insieme a un seguito e ai commenti di Asimov sulla storia. Ben presto iniziò a pubblicare alcuni dei migliori esordienti. Pubblicò nel numero di aprile L'astronave d'oro (Golden the Ship Was—Oh! Oh! Oh!) di Cordwainer Smith ed entro l'anno successivo ottenne delle storie da Robert Sheckley, Alan E. Nourse, Fritz Leiber, Gordon R. Dickson, Robert Bloch e James Blish. Questi cambiamenti furono sufficienti a far riabbonare Heinlein, che dopo avere letto il numero di giugno 1961 commentò che "mi fece pensare che mi stavo perdendo qualcosa."

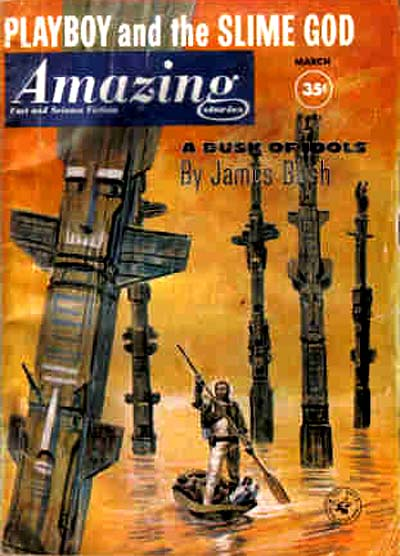
Numero del marzo 1961, che presenta Crepuscolo degli idoli di James Blish

Nel numero di settembre 1960 Amazing iniziò a pubblicare la serie di profili di autori di Sam Moskowitz, che era iniziata nella rivista sorella Fantastic. Il mese successivo la copertina e il logo vennero ridisegnati. Nel numero di aprile 1961, quello del 35º anniversario, Goldsmith pubblicò diverse ristampe, includendo storie di Ray Bradbury ed Edgar Rice Burroughs. Goldsmith aveva poca esperienza con la fantascienza e, invece di conformarsi alla nozione di quello che la fantascienza avrebbe dovuto essere, pubblicava quello che gli piaceva. Il risultato fu il debutto di più scrittori significativi sulla sua rivista che su altre dell'epoca. Tra gli altri pubblicò le prime storie di Ursula K. Le Guin, Roger Zelazny, Piers Anthony e Thomas M. Disch. Tra i racconti vincitori di premi pubblicati durante la sua gestione c'è Signore dei sogni (He Who Shapes) di Zelazny, una storia sull'uso della terapia dei sogni per curare le fobie. Comparve sui numeri di gennaio e febbraio 1965 e l'autore commentò in una lettera a Goldsmith che «La maggior parte di quello che ho imparato è stato stimolato da quelle prime vendite, e in seguito ho imparato, e forse imparato anche di più, da alcuni dei rifiuti successivi». Anche Disch e Le Guin hanno riconosciuto l'influenza di Goldsmith sull'inizio delle proprie carriere.
Alla fine degli anni cinquanta le copertine per Amazing erano in gran parte opera di Ed Valigursky, ma all'inizio degli anni sessanta comparvero diversi nuovi artisti, tra cui Alex Schomburg, Leo Summers ed Ed Emshwiller. Frank Paul, che aveva dipinto tutte le copertine dei primi anni di Amazing, contribuì con un sovraccopertina per il numero di aprile 1961 (l'anniversario del 35º numero), che fu l'ultima sua copertina per una rivista di fantascienza.
Per via dell'approccio aperto di Goldsmith, sia Amazing che Fantastic pubblicarono autori che non si adattavano ad altre riviste. Le vendite di Philip K. Dick ad altre riviste erano precipitate, ma le sue opere cominciarono a comparire regolarmente su Amazing e Goldsmith pubblicò regolarmente le storie di Moderan (un mondo i cui abitanti erano in parte umani e in parte di metallo) di David R. Bunch. Le storie di Bunch, descritte come «stupefacenti, esotici dipinti di parole» da Mike Ashley, non riuscivano a vendere regolarmente su alcun'altra rivista.

### L'era delle ristampe e Ted White

Vendite annuali di Amazing Stories dal 1960 al 1993

Quando Sol Cohen acquistò sia Amazing che Fantastic all'inizio del 1965, decise di massimizzare i profitti pubblicando praticamente solo ristampe. Cohen aveva acquisito dalla Ziff-Davis i diritti di ristampa di tutte le storie che erano state pubblicate su entrambe le riviste e anche nelle riviste sorelle come Fantastic Adventures. Il nuovo curatore Joseph Wrzos persuase Cohen a pubblicare almeno una storia nuova in ogni numero; l'inventario di storie inedite rimasto dalla gestione Goldsmith era sufficiente per farlo senza acquistare nuovo materiale. Inizialmente i lettori apprezzarono la nuova politica, dato che rendeva nuovamente disponibili opere dei decenni precedenti che non erano state ristampate da nessun'altra parte. Entrambi i successori di Wrzos, Harry Harrison e Barry Malzberg, non riuscirono a convincere Cohen a pubblicare una quantità maggiore di materiale inedito.
Ted White assunse l'incarico a condizione che le ristampe venissero gradualmente abbandonate. Per questo occorse del tempo: sia Amazing che Fantastic continuarono a includere una ristampa in ogni numero. Con il numero di maggio 1972 la trasformazione venne infine completata e tutte le storie erano inedite. Oltre a eliminare le ristampe, White introdusse nuove caratteristiche, come una colonna delle lettere, una dedicata ai fan, recensioni librarie e una serie di articoli scientifici curati da Gregory Benford. Rinnovò anche l'aspetto della rivista rendendola «molto più moderna e sofisticata», nelle parole di Mike Ashley.
White era disponibile a stampare una varietà di narrativa, sia storie tradizionali che materiale più sperimentale influenzato dalla New Wave o dall'arte psichedelica degli anni sessanta. A partire dal numero di maggio 1971 pubblicò a puntate La falce dei cieli (The Lathe of Heaven) di Ursula K. Le Guin, riguardo a un uomo i cui sogni possono modificare la realtà. James Tiptree, Jr. venne molto influenzata da questo e anni dopo scrisse che «dopo aver frugato nelle prime pagine dell'Amazing del 1971 nelle quali Lathe venne pubblicato, mi si arricciarono le unghie dei piedi e rizzarono i peli sulla schiena». La disponibilità di White a sperimentare portò Amazing a pubblicare più storie con contenuti sessuali di altre riviste. Una di queste storie, dello stesso White, Growing Up Fast in the City, venne denunciata come pornografica da alcuni lettori. Altre storie come Two of a Kind di Rich Brown, sullo stupro violento di una donna di colore e la successiva morte dei suoi stupratori, sollevò a sua volta delle controversie. White pubblicò anche materiale più convenzionale, spesso di alta qualità. La rivista venne candidata al Premio Hugo per il miglior curatore per tre volte durante la sua gestione (1970, 1971 e 1972), classificandosi ogni volta al terzo posto.
La capacità di White di attrarre nuovi scrittori era limitata dalle basse tariffe che poteva pagare, un centesimo per parola, rispetto ai tre o cinque centesimi dei concorrenti. Per compensare ciò White coltivò nuovi scrittori il cui lavoro sperimentale non era acquistato altrove. Nel 1971 White strinse un accordo con Gordon Eklund, che, per via dei rischi finanziari, esitava a diventare uno scrittore a tempo pieno. White accettò di comprare tutto quello che Eklund avrebbe scritto a condizione che Eklund stesso fosse convinto che era una buona storia. Il risultato fu che negli anni successivi la maggior parte delle opere di Eklund comparve su Amazing e Fantastic.
Amazing aveva la reputazione di pubblicare fantascienza scarsamente originale fin quasi dagli inizi, ma White riuscì a portare la rivista a standard qualitativi migliori di ogni altro curatore, con l'eccezione di Cele Goldsmith, conferendo ad Amazing una posizione rispettabile. I suoi successori non riuscirono però a mantenere il livello di qualità che aveva raggiunto.

### Dopo Ted White
All'inizio del 1979, quando Elinor Mavor assunse l'incarico di curatrice editoriale non aveva alcuna esperienza di riviste di fantascienza e non era consapevole della cattiva reputazione nella comunità fantascientifica causata dalle basse tariffe pagate per le ristampe. Ebbe a disposizione un budget limitato e aveva poche storie disponibili con cui iniziare, pertanto i primi numeri che pubblicò contenevano diverse ristampe. Mavor nel primo anno provò alcune nuove idee, come iniziare una storia sull'ultima pagina della rivista per agganciare i lettori e convincerli ad acquistare la copia successiva per completare il racconto. Iniziò anche una storia a puntate in formato grafico, che sfruttava i suggerimenti dei lettori per continuare la sua trama; non fu un successo e secondo Mike Ashley "fortunatamente" venne interrotta dopo solo tre episodi.
Con il tempo Mavor fu parzialmente in grado di invertire la percezione negativa di Amazing tra gli autori stabili, ma all'inizio fu obbligata a lavorare principalmente con nuovi scrittori. Tra le sue prime scoperte vi sono Michael P. Kube-McDowell, John E. Stith e Richard Paul Russo. In un avviso pubblicato nel suo primo numero chiedeva l'aiuto dei lettori per mettere assieme notizie, recensioni e informazioni per i fan e ben presto aggiunse delle colonne per coprire questi argomenti. Nel 1981 Robert Silverberg iniziò a pubblicare una colonna di opinioni. Le copertine furono di alta qualità, comprese le opere di Stephen Fabian e più tardi di David Mattingly.
Dopo la fusione con Fantastic, Mavor continuò ad attrarre scrittori conosciuti alla rivista, inclusi Orson Scott Card, George R. R. Martin e Roger Zelazny. Sul numero di marzo 1982 pubblicò Moon of Ice di Brad Linaweaver, che fu candidato a un Premio Nebula; Unsound Variations di Martin, comparso nel numero precedente, venne candidato sia per il Nebula che per l'Hugo.
La valutazione di James Gunn del periodo degli anni ottanta di Amazing fu che Mavor, Scithers e Price non furono in grado di mantenere lo standard qualitativo raggiunto da White negli anni settanta. Al contrario Brian Stableford commenta che sia Scithers che Price tentarono di pubblicare buon materiale, e che dal 1991 in avanti fu forse la rivista di fantascienza meglio confezionata di ogni altra.
Nel 1998, con il rilancio da parte della Wizards of the Coast, con Kim Mohan come curatore editoriale, i contenuti furono più orientati verso altri media. Il piano iniziale fu di pubblicare due o tre storie per numero ispirate a film, programmi televisivi o giochi. Nel 600º numero all'inizio del 2000 vi era una storia di Harlan Ellison, così come nel 100º, 200º, ecc. fino al 500º numero. Anche Pamela Sargent contribuì con una storia.
Nel 2004 il rilancio della Paizo fu ancora più focalizzato sui media di quanto non fosse stata la versione della Wizards of the Coast, con molto più spazio dedicato a film e fumetti piuttosto che a racconti di fantascienza. Sul primo numero comparvero diversi autori noti tra cui Harlan Ellison, Bruce Sterling e Gene Wolfe. La Paizo gestì anche un blog della rivista. I racconti ricevettero recensioni positive, ma ben presto la rivista venne sospesa e infine cancellata definitivamente l'anno successivo.

### Influenza sul genere
Amazing Stories fu influente semplicemente per essere stata la prima del suo genere. Nelle parole del critico e scrittore fantascientifico Damon Knight, la rivista fu un «disturbo nel fiume della storia, a partire dalla quale un'increspatura a forma di "V" si è diffusa ad alterare prima dozzine, poi centinaia di vite». Molti dei primi fan di fantascienza iniziarono a comunicare tra loro sulla colonna delle lettere e a pubblicare fanzine amatoriali che aiutarono a stabilire ulteriori connessioni tra gli appassionati in tutti gli Stati Uniti. Molti di questi a loro volta divennero autori di successo: scrittori come Ray Bradbury, Arthur C. Clarke e Isaac Asimov provengono proprio dal fandom la cui nascita è diretta conseguenza della creazione di Amazing Stories. Dopo i primi anni, in cui non vi era poca o nessuna concorrenza, Amazing Stories non ricoprì più il ruolo guida agli occhi dei critici e dei fan. Nonostante la sua lunga storia contribuì solo raramente alla fantascienza, a parte la creazione iniziale del genere, sebbene Gernsback stesso venga commemorato nello "Hugo", che è il nome quasi universalmente utilizzato per lo Science Fiction Achievement Award. Gernsback è stato anche definito il "Padre della fantascienza" per il suo ruolo nella creazione di Amazing Stories.

## Dettagli di pubblicazione

### Curatori editoriali
I bibliografi non sempre concordano su chi dovrebbe essere indicato come curatore editoriale (editor) di uno specifico numero di Amazing. Per esempio, Gernsback fu al controllo per i primi tre anni, ma Sloane esercitò tutti gli incarichi correlati alla narrativa e viene a volte indicato come curatore editoriale. Analogamente i curatori successivi furono a volte sotto la supervisione di direttori di redazione. La tabella sotto e quelle più sopra generalmente seguono i colophon delle riviste, con l'aggiunta di alcune brevi note. Ulteriori dettagli vengono dati nella sezione sulla storia editoriale sopra, concentrata sui curatori che ebbero effettivamente il controllo dei contenuti della rivista, invece di quelli il cui nome era indicato sul colophon.
- Hugo Gernsback (aprile 1926 – aprile 1929). Sloane svolgeva praticamente tutto il lavoro correlato alla narrativa.[8]
- Arthur Lynch (maggio 1929 – ottobre 1929). Come sotto Gernsback, Sloane era in effetti il curatore durante la gestione di Lynch.[73]
- T. O'Conor Sloane (novembre 1929 – maggio 1938)
- Raymond A. Palmer (giugno 1938 – dicembre 1949)
- Howard Browne (gennaio 1950 – agosto 1956). Fairman assunse l'incarico di curatore editoriale a partire dal maggio o giugno 1956.[110]
- Paul W. Fairman (settembre 1956 – novembre 1958)
- Cele Goldsmith Lalli (dicembre 1958 – giugno 1965). Norman Lobsenz venne introdotto come curatore, ma in realtà era Cele Goldsmith a svolgere tutto il lavoro redazionale. Dopo il matrimonio usò il nome da sposata di Cele Lalli.[111]
- Joseph Ross (agosto 1965 – ottobre 1967). Uno pseudonimo per Joseph Wrzos.
- Harry Harrison (dicembre 1967 – settembre 1968)
- Barry N. Malzberg (novembre 1968 – gennaio 1969)
- Ted White (marzo 1969 – febbraio 1979)
- Elinor Mavor (maggio 1979 – settembre 1982). Dal maggio 1979 – agosto 1981 Mavor usò lo pseudonimo Omar Gohagen; successivamente usò il suo vero nome.
- George H. Scithers (novembre 1982 – luglio 1986)
- Patrick Lucien Price (settembre 1986 – marzo 1991)
- Kim Mohan (maggio 1991 – inverno 1995 e estate 1998 – estate 2000)
- David Gross (settembre 2004 – dicembre 2004)
- Jeff Berkwits (gennaio 2005 – marzo 2005)

### Altri dettagli bibliografici
Amazing fu pubblicato in formato bedsheet (circa 24,7 x 30,5 cm) fino all'ottobre 1933, quando passò al formato pulp (circa 17,8 x 25,4 cm). Con il numero di aprile/maggio 1953 passò al formato digest (circa 17,8 x 25,4 cm). Sette numeri dal novembre 1980 al novembre 1981 furono mezzo pollice (1,27 cm) più alti del normale formato digest, ma successivamente la rivista tornò alla dimensione digest normale. Nel maggio 1991 la rivista tornò ad un formato patinato grande, ma solo fino al numero di inverno 1994 e i tre numeri successivi furono nuovamente in formato digest. Quando ricomparve nel 1998 fu in formato patinato e così rimase fino alla fine. L'ultimo numero, marzo 2005, fu distribuito solo in formato PDF da scaricare, non come rivista fisica. La numerazione in volumi contiene alcune irregolarità: il sistema di numerazione nelle tabelle sopra riportate pare errato nel periodo 1979 al 1983, ma in realtà i dati sono corretti. Notare anche che il volume 27 numero 8 fu un numero singolo, non due come sembra dalla tavola, venne datato dicembre 1953/gennaio 1954.
La tavola che segue mostra quali numeri sono stati pubblicati dai vari editori.
| Data                           | Editore                                   |
| ------------------------------ | ----------------------------------------- |
| Aprile 1926 – giugno 1929      | Experimenter Publishing, New York         |
| Luglio 1929 – ottobre 1930     | Experimenter Publications, New York       |
| Novembre 1930 – settembre 1931 | Radio-Science Publications, New York      |
| Ottobre 1931 – febbraio 1938   | Teck Publishing Corporation, New York     |
| Aprile 1938 – febbraio 1951    | Ziff-Davis, Chicago                       |
| Marzo 1951 – giugno 1965       | Ziff-Davis, New York                      |
| Agosto 1965 – febbraio 1979    | Ultimate Publishing, New York             |
| Maggio 1979 – giugno 1982      | Ultimate Publishing, Scottsdale, Arizona  |
| Settembre 1982 – maggio 1985   | Dragon Publishing, Lake Geneva, Wisconsin |
| Luglio 1985 – inverno 1995     | TSR, Lake Geneva, Wisconsin               |
| Settembre 2004 – marzo 2005    | Paizo Publishing, Bellevue, Washington    |

Il titolo della rivista cambiò diverse volte:
| Data                           | Titolo                                                          |
| ------------------------------ | --------------------------------------------------------------- |
| Aprile 1926 – febbraio 1958    | Amazing Stories                                                 |
| Marzo 1958 – aprile 1958       | Amazing Science Fiction                                         |
| Maggio 1958 – settembre 1960   | Amazing Science Fiction Stories                                 |
| Ottobre 1960 – luglio 1970     | Amazing Stories                                                 |
| Settembre 1970 – febbraio 1979 | Amazing Science Fiction Stories                                 |
| Maggio 1979 – agosto 1980      | Amazing Stories                                                 |
| Novembre 1980 – novembre 1984  | Amazing Science Fiction Stories Combined with Fantastic         |
| Gennaio 1985 – marzo 1985      | Amazing Science Fiction Stories Combined with Fantastic Stories |
| Maggio 1985 – gennaio 1986     | Amazing Science Fiction Stories                                 |
| Marzo 1986 – marzo 2005        | Amazing Stories                                                 |

Nel Regno Unito furono pubblicate due differenti serie di ristampe. La prima fu un numero non datato dalla Ziff-Davis nel novembre 1946. Nel giugno 1950 la Thorpe & Porter iniziò una seconda serie di ristampe che durò fino al 1954, totalizzando 32 numeri. Il numero della Ziff-Davis e i primi 24 numeri della Thorpe e Porter erano in formato pulp, gli ultimi otto in formato digest. I numeri della Thorpe & Porter non erano datati, ma quelli in formato pulp erano numerati da 1 a 24 e inizialmente pubblicati bimestralmente. Comunque, il numero di marzo 1951 fu seguito da quello di aprile e novembre e nel 1952 fu pubblicato a febbraio, marzo, aprile, giugno, luglio, settembre e novembre. Nel 1953 furono pubblicati nove numeri in formato pulp, saltando solo marzo e maggio; con dicembre arrivò il cambio al formato digest e le otto susseguenti uscite furono numerate da 1 a 8.
La Teck Publication pubblicò un'edizione canadese che durò 24 numeri dal settembre 1933 all'agosto 1935. Questi erano identici all'edizione statunitense, eccettò che sulla copertina era sovrimpressa la scritta "Printed in Canada on Canadian Paper" ("Stampato in Canada su carta canadese").
In Giappone venne pubblicata una serie di sette numeri a metà degli anni cinquanta, che conteneva una selezione di storie da Fantastic Adventures così come da Amazing.
Sono state pubblicate diverse antologie di storie pubblicate su Amazing, tra cui:
| Anno | Curatore                           | Titolo                                                            |
| ---- | ---------------------------------- | ----------------------------------------------------------------- |
| 1967 | Joseph Ross                        | The Best of Amazing                                               |
| 1973 | Ted White                          | The Best from Amazing Stories                                     |
| 1985 | Isaac Asimov e Martin H. Greenberg | Amazing Stories: 60 Years of the Best Science Fiction             |
| 1986 | Martin H. Greenberg                | Amazing Stories: Vision of Other Worlds                           |
| 1987 | Martin H. Greenberg                | Amazing Science Fiction Anthology: The Wonderful Years, 1926–1935 |
| 1987 | Martin H. Greenberg                | Amazing Science Fiction Anthology: The War Years, 1936–1945       |
| 1987 | Martin H. Greenberg                | Amazing Science Fiction Anthology: The Wild Years, 1946–1955      |

## Altri media
Il regista Steven Spielberg acquistò la licenza del titolo per usarlo per la serie televisiva Storie incredibili che venne trasmesso dal 1985 al 1987.
Tra il 1998 e il 2000, Amazing Stories pubblicò una serie di racconti brevi basati sul franchise di Star Trek. Nel 2002 tali storie vennero ripubblicate dalla Pocket Books nella collezione Star Trek: The Amazing Stories.
Nella rivista Topolino, Paperino Paperotto e i suoi amici sono assidui lettori di Amazing Papers, parodia di Amazing Stories.